# Castell Llwyn Bedw
Castell Llwyn Bedw är ett slott i Storbritannien.   Det ligger i kommunen Carmarthenshire och riksdelen Wales, i den södra delen av landet, 290 km väster om huvudstaden London. Castell Llwyn Bedw ligger 124 meter över havet.
Terrängen runt Castell Llwyn Bedw är platt västerut, men österut är den kuperad. Runt Castell Llwyn Bedw är det ganska tätbefolkat, med 72 invånare per kvadratkilometer. Närmaste större samhälle är Carmarthen, 19,8 km söder om Castell Llwyn Bedw. Trakten runt Castell Llwyn Bedw består i huvudsak av gräsmarker.